# Дебръщенски манастир
Дебръщенският манастир „Св. св. Флор и Лавър“ се намира в Западните Родопи, в близост до село Дебръщица и на 14 километра северозападно от град Пещера. Основан е още в XII-XIV век но е обновен и открит отново през 1905 година. През 1906 година е изграден малък параклис и започва празнуването на нощен събор и черкуване през деня. По-късно параклисът е разрушен и едва през 1994 година по инициатива на свещеник Димитър Христев и с помощта на спонсори и жители на селото е възстановен. Съборът на „Св. св. Флор и Лавър“ се провежда на 18 август всяка година.